# ويليام كاشينج
ويليام كاشينج هو محامي وقاضي وسياسي أمريكي، ولد في 1 مارس 1732 في Scituate, Massachusetts ‏ في الولايات المتحدة، وتوفي بنفس المكان في 13 سبتمبر 1810. انتخب معاون قاضي في المحكمة العليا للولايات المتحدة (27 سبتمبر 1789 – 13 سبتمبر 1810).